# A Salamon-szigetek világörökségi helyszínei
A Salamon-szigetek területéről eddig egy helyszín került fel a világörökségi listára, két helyszín a javaslati listán várakozik a felvételre. 
| | Keleti-Rennell-korallzátony |
| 1998 |                             |
| A veszélyeztetett világörökségi helyszínek listájára került: 2013 |                             |
| Természeti (IX) |                             |
| Védett terület: 37 000 ha, hivatkozás: 854 |                             |
| Az Európában 1568 óta ismert Rennell-sziget a Salamon-szigetek láncolatának legdélebbi tagja, 200 méteres átlagos magasságával a világ legmagasabbra kiemelkedő korallzátonya. Egy felszín alatti hegyvonulatra lerakódott korallzátonyból alakult ki, ami a földmozgások során a tengerszint fölé került. A sziget 86 kilométer hosszú és 15 kilométer széles, ebből a világörökségi helyszínhez egy 370 négyzetkilométeres szárazföldi terület tartozik, valamint a parttól egy 5,6 kilométer széles tengersáv. Ez a szárazföldi rész a sziget déli harmada, beleértve a Tengano-tavat is ami a csendes-óceáni szigetek legnagyobb tava. A terület földrajzilag elszigetelt, ennek köszönhetően egyedülálló flóra és fauna fejlődött ki rajta, valamint a környező vizekben és rendkívül magas az itt előforduló őshonos fajok koncentrációja. A sziget nagy részét sűrű erdő borítja, a fák átlagos magassága eléri a 20 métert. Az erdőben ritka növények, köztük orchideafélék és csavarpálmafélék is élnek. A szigeten azonosított 11 denevérfaj közül a Rennell-szigeti repülőkutya csak itt él, a 40 madárfaj közül négy őshonos. Tengeri élővilága is változatos, a sziget körül többek között szirti cápák, tűzhalak, tengeri kígyók, rákok élnek. A térségben folytatott túlzott fakitermelés miatt a helyszín 2013-ban felkerült a Veszélyeztetett világörökségi helyszínek listájára. |                             |

## Elhelyezkedése
|  | Keleti-Rennell-korallzátony |

## Javasolt helyszínek
| Megnevezés                          | Kép | Típus      | Kritérium                    | Év   | Link |
| ----------------------------------- | --- | ---------- | ---------------------------- | ---- | ---- |
| Marovo - Tetepare                   |     | Vegyes     | III, V, VI, VII, VIII, IX, X | 2008 | 5414 |
| A Salamon-szigetek trópusi esőerdei |     | Természeti | VII, IX, X                   | 2008 | 5416 |